# Unionoidea
Super-famille
Unionoidea est une super-famille de mollusques bivalves de l'ordre des Unionoida. 

## Caractéristiques
Les membres de la super-famille Unionoidea ont une coquille équivalve. Celle-ci se compose de deux couches intérieures de nacre, une couche prismatique plus fine et une épaisse couche de périostracum organique. Elle est surtout hétérodonte, rarement sans dents. Le ligament est généralement externe. Les muscles du sphincter sont plus ou moins clairement isomyaires, la ligne du manteau est integripalliée. Les bivalves se nourrissent par filtration. Une caractéristique particulière de ce groupe est la « garde parentale », c'est-à-dire que les œufs restent dans les branchies du manteau de la mère ou des parents hermaphrodites et les larves se développent en une forme particulière, les glochidies. Celles-ci sont libérées dans l'eau libre, et ne se développent qu'après une phase parasitaire dans les branchies ou sur les nageoires des poissons démersaux. Leur taille varie, selon les espèces, entre 50 et 450 µm.
Les représentants des Unionoidea peuvent isoler des corps étrangers dans l'espace de la coquille les encapsuler sous forme de perles. Par conséquent, dans le passé, ils ont eu une certaine importance économique dans de nombreuses régions. Les moules perlières d'eau douce peuvent parfois vivre très longtemps (plus de 100 ans).

## Systématique
Les Unionoidea sont probablement le groupe sœur des Etherioidea au sein de l'ordre Unionoida, qui fait partie du super-ordre Paleoheterodonta. La taxonomie de la super-famille Unionoidea, comme celle de l'ordre Unionoida, n'est pas encore unifiée. Certains malacologistes préconisent le regroupement des formes actuelles de l'ordre en une seule super-famille, alors que d'autres proposent une division en deux super-familles.
La super-famille Unionoidea Rafinesque, 1820 est monophylétique et comporte quatre familles actuelles et trois éteintes :
- Famille Margaritiferidae (moules perlières d'eau douce, Haas, 1940).

Sous-famille Margaritiferinae (Haas, 1940). 
Margaritifera marrianae (moule perlière de l'Alabama).
Margaritifera margaritifera (moule perlière d'eau douce européenne).
Margaritifera durrovensis.
Margaritifera hembeli (moule perlière de Louisiane).
Margaritifera falcata (moule perlière d'eau douce occidentale).
Margaritifera auricularia (moule perlière d'eau douce géante).
Sous-famille Cumberlandinae.
Cumberlandia monodonta.
- Famille Unionidae (moules d'eau douce, Fleming, 1828).

Sous-famille Ambleminae
Sous-famille Lampsilinae
Sous-famille Unioninae (moules d'eau douce vraies). 
Unio crassus (moule de ruisseau, petite moule d'eau douce, moule d'eau douce commune).
Unio nickliniana.
Unio pictorum (mulette des peintres).
Unio tampicoensis tecomatensis.
Unio tumidus (grande moule d'eau douce, moule d'eau douce gonflée).
Sous-famille Anodontinae (moules d'étang).
Anodonta anatina (moule d'étang commune).
Anodonta cygnea (anodonte des cygnes).
Pseudanodonta complanata (moule d'étang aplatie).
Pseudanodonta elongata (moule d'étang mince).
Pseudanodonta middendorffi (moule d'étang du Danube).
- Famille Iridinidae
- Famille Hyriidae[3].

Trois familles exclusivement fossiles sont rattachées aux Unionoidea, mais avec de grandes incertitudes :
- Famille Trigonodidae (Modell, 1942).
- Famille Desertellidae (Dechaseaux, 1946).
- Famille Actinodontophoridae (Newell, 1969).

## Conservation
Les Unionoidea sont parmi les invertébrés les plus menacés de la planète. Leur déclin résulte de la pression anthropique croissante, avec perte ou dégradation des habitats d'eau douce, notamment par les barrages, la régulation des rivières, la sédimentation, la pollution des eaux et les dragages. Sur les 355 espèces des États-Unis, 35 ont disparu au cours du XXe siècle, 70 sont en danger, cinq menacées et une centaine vulnérables. Avec 213 espèces menacées (72 %, les Unionoidea constituent le groupe animal le plus en péril des États-Unis. Le rythme des extinctions est aussi élevé que celui de la faune des forêts humides équatoriales.  C'est pour la famille des Margaritiferidae que la situation est la plus préoccupante. 
Sur les 102 espèces identifiées dans le bassin de la rivière Tennessee, 12 sont éteintes, 26 sont classées comme menacées par la Loi sur les espèces menacées, 20 ont quitté le bassin et seule une trentaine a des populations stables.
Toutes les espèces d'Unionoidea sont strictement protégées. En 1998, aux États-Unis, un Comité national pour la protection des moules autochtones prépare une Stratégie nationale pour la protection des moules d'eau douce autochtones, destinée à coordonner, au niveau fédéral, les efforts de conservation. Des campagnes de propagation ont été mises sur pied pour favoriser la renaissance des populations. En 1998, des règles de gestion inter-États sont édictés pour le bassin du Mississippi, afin de protéger les moules de la surexploitation. 

## Évolution
Les premiers représentants de la super-famille Unionoidea remontent peut-être au Permien. Leur existence est assurée à partir du Trias.

## Économie
Vers 1800, les Unionoidea commencent à être utilisées, aux États-Unis, pour fabriquer des boutons en nacre. L'essor de cette industrie se produit en 1891, avec l'installation, dans l'Illinois, de la manufacture de John Boepple. l'exploitation s'étend alors du Mississippi vers ses tributaires, comme l'Ohio. Une « ruée vers la coquille » a lieu à la fin des années 1890. Les bancs de moules commencent à s'épuiser, entraînant une hausse de prix qui stimule la surexploitation.
Dans le bassin versant du Mississippi, les moules d'eau douce sont récoltées pour être expédiées en Extrême-Orient, où elles fournissent les semences employées dans la culture des perles. Les exportations atteignent leur apogée en 1995. Les exploitations sont commerciales sont, dans leur majorité, infestées par une espèce invasive, la moule zèbre (Dreissena polymorpha). 

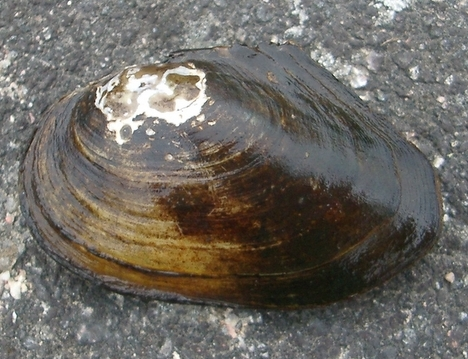
Anodonta anatina
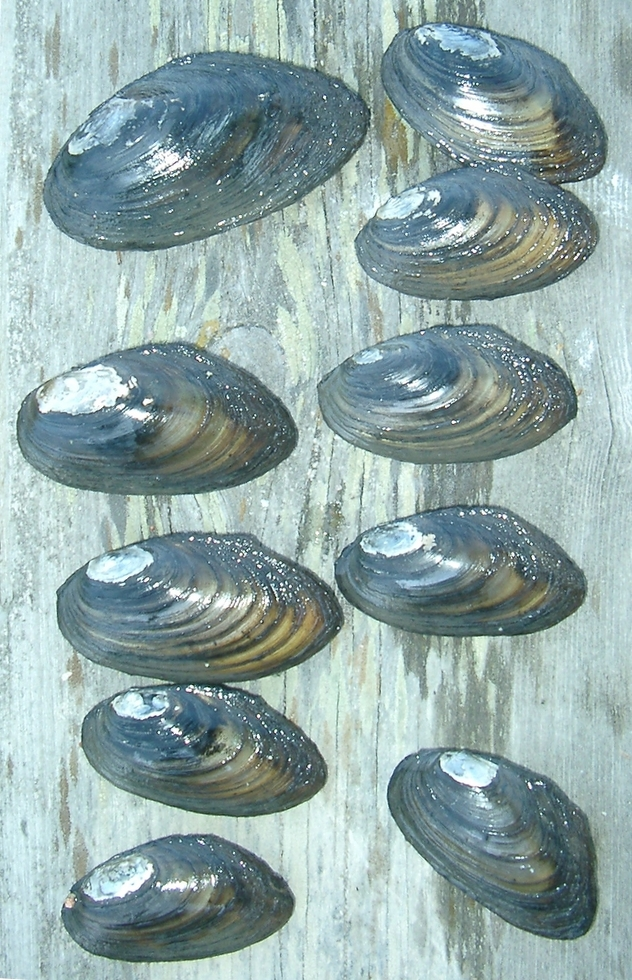
Pseudanodonta complanata
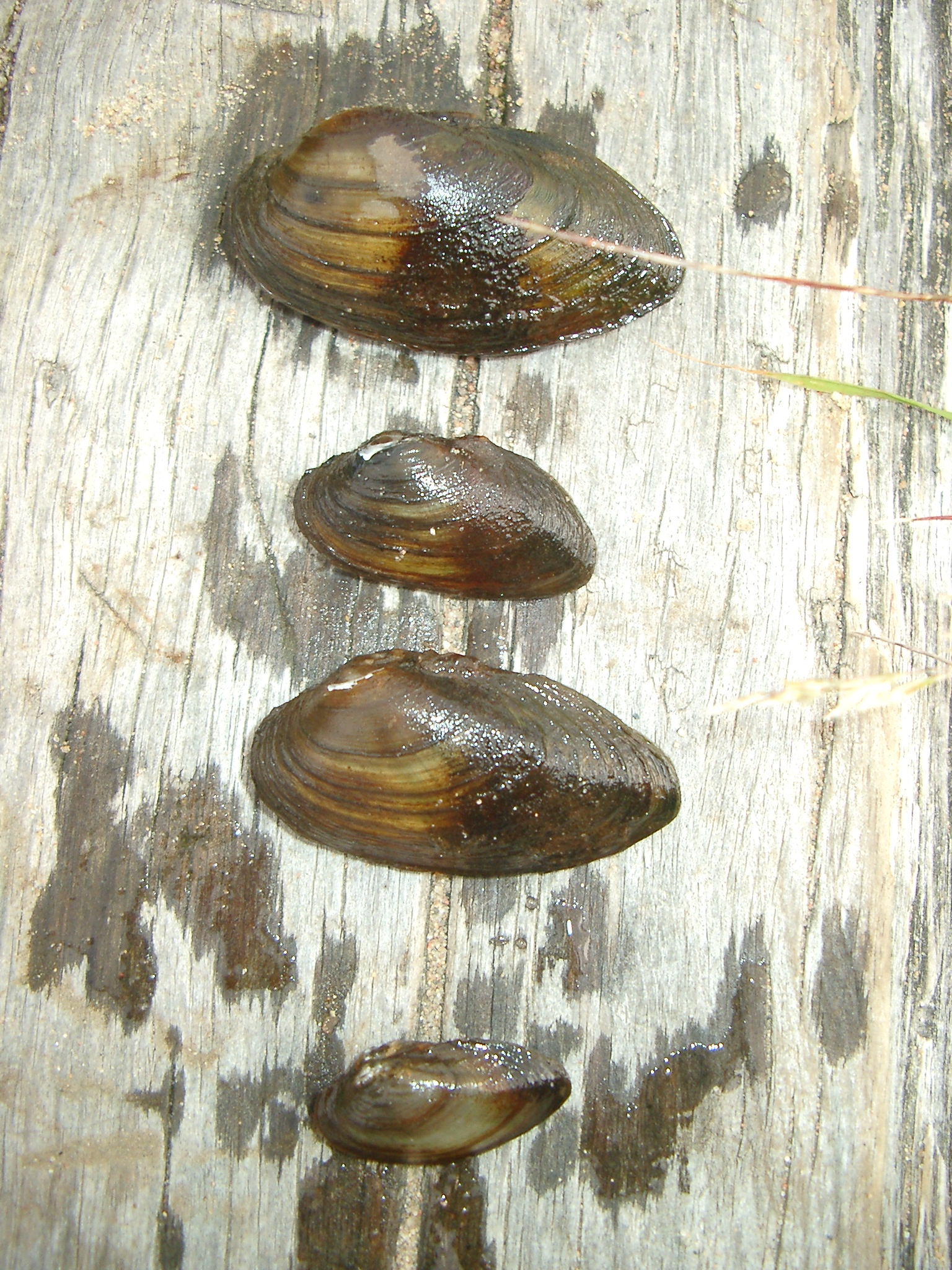
Grande moule d'eau douce (Unio tumidus).
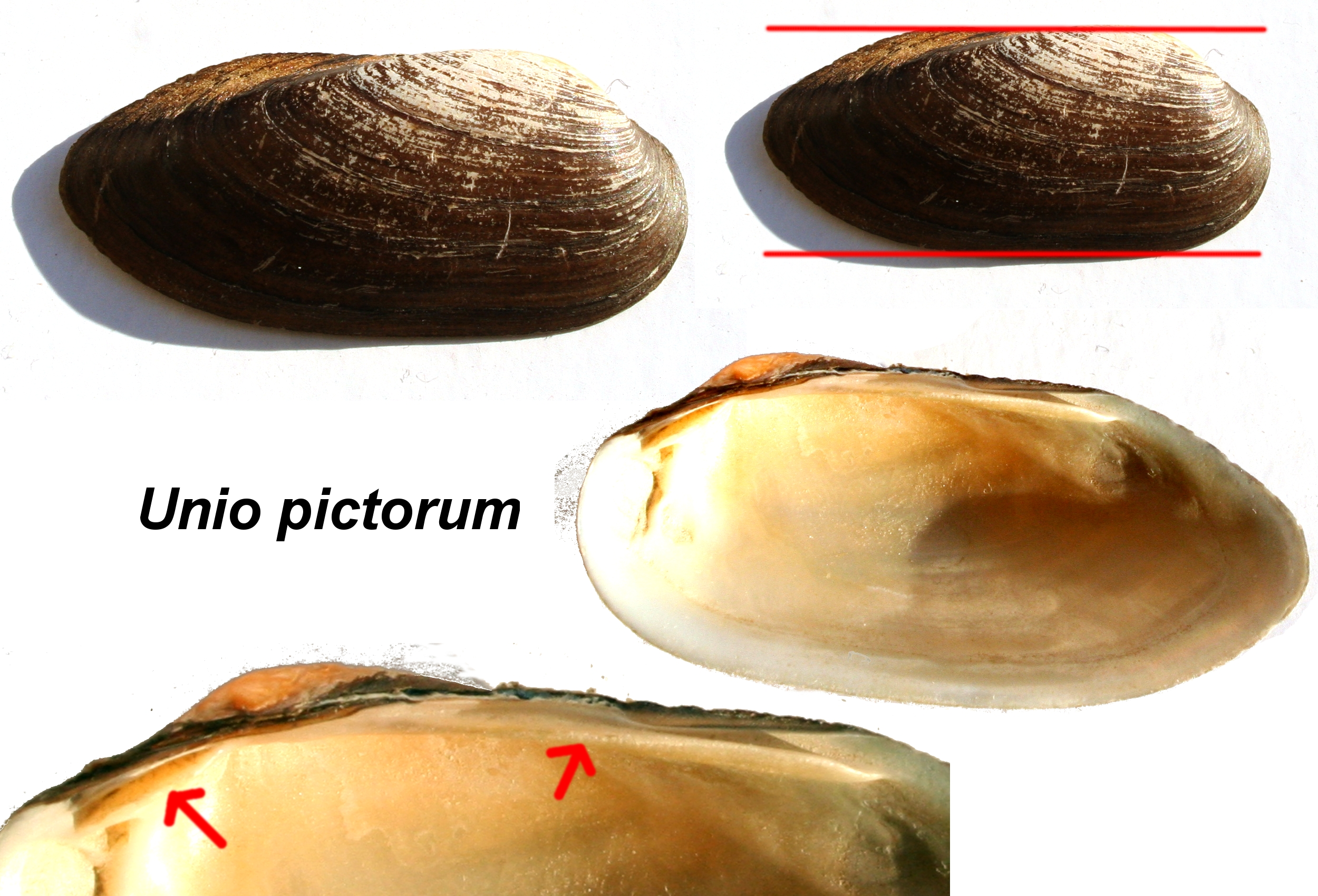
Mulette des peintres (Unio pictorum)[8].